# Luis Jatobá
Luís Jatobá (5 de enero de 1915 – 9 de diciembre de 1982) fue un médico, locutor y periodista brasileño.

## Biografía
Poseedor de una voz privilegiada para locuciones radiofónicas y cinematográficas, en 1940, Jatobá fue invitado a ser locutor de la CBS (Columbia Broadcasting System), en Nueva York (EE. UU.), donde se convirtió en el brasileño que daba las noticias sobre la Segunda Guerra Mundial y presentó trailers cinematográficos para la empresa Metro Goldwin Mayer.
Jatobá trabajaba en TV Globo cuando Mauro Salles era director de periodismo de la emisora. En ese momento, acudió al Jornal da Globo, junto a Hilton Gomes y Nathalia.Timberg. Dirigió la primera edición del Jornal Hoje, junto a Léo Batista. Durante el gobierno militar, Jatobá sufrió persecución política por parte del gobierno brasileño. Por segunda vez, emigró a EE. UU., donde retomó la filmación de tráilers de películas, luego de darse cuenta de que era mejor mudarse lejos del país.
Su voz profunda y cavernosa fue asociada a la narración de tráilers exhibidos durante décadas en los cines brasileños, con la misma intensidad con la que la voz misteriosa y sensual de Íris Lettieri pasó a ser asociada a la locución de los horarios de los vuelos en el Aeropuerto Internacional de Río de Janeiro, de tal manera que ir al cine, sin importar la cinta que sonara, en el momento en que Jatobá presentó los tráilers casi siempre de películas de Hollywood- correspondía a escuchar la voz profunda de este médico ortopedista y locutor, así como a ver, escuchando su música característica, las recientes y cruciales escenas de los principales juegos deportivos brasileños, especialmente el fútbol carioca (último parte del noticiero Canal 100, producido por Carlos Niemeyer, con la canción "Na Cadência do Samba ", de Luís Bandeira, en la versión instrumental bajo la orquestación de Waldir Calmon, que muchos, desconociendo el nombre de la canción, dijeron la primera frase de la letra: "Qué bonito es... ").
Luís Jatobá, que narró parte del noticiero radiofónico oficial "Hora do Brasil ", trabajó en la radio brasileña durante 45 años -en la época en que los contenidos emitidos por ese medio de comunicación eran los más consumidos por las audiencias brasileñas-, habiendo influido en la formación de generaciones de locutores no sólo de radio, sino también de cine, televisión y video, que lo veneraron como dueño de una de las voces más famosas del Continente Americano, ciertamente el timbre vocal masculino más famoso de Brasil, siendo la voz de Íris Lettieri su corresponsal femenina.
Estuvo casado con la exesposa de Humberto Teixeira, la actriz y pianista Margot Bittencourt (Margarida Jatobá).